# Piet Oudolf
Piet Oudolf (prononcé en néerlandais : [ˌpit ˈʌu̯dɔlf]), né le 27 octobre 1944, est un concepteur de jardin néerlandais influent, pépiniériste et auteur. Il est une figure de proue du mouvement "New Perennial" - ses créations et compositions végétales utilisant des dérives audacieuses de plantes vivaces et de graminées herbacées choisies au moins autant pour leur structure que pour la couleur de leur fleur.

## Projets

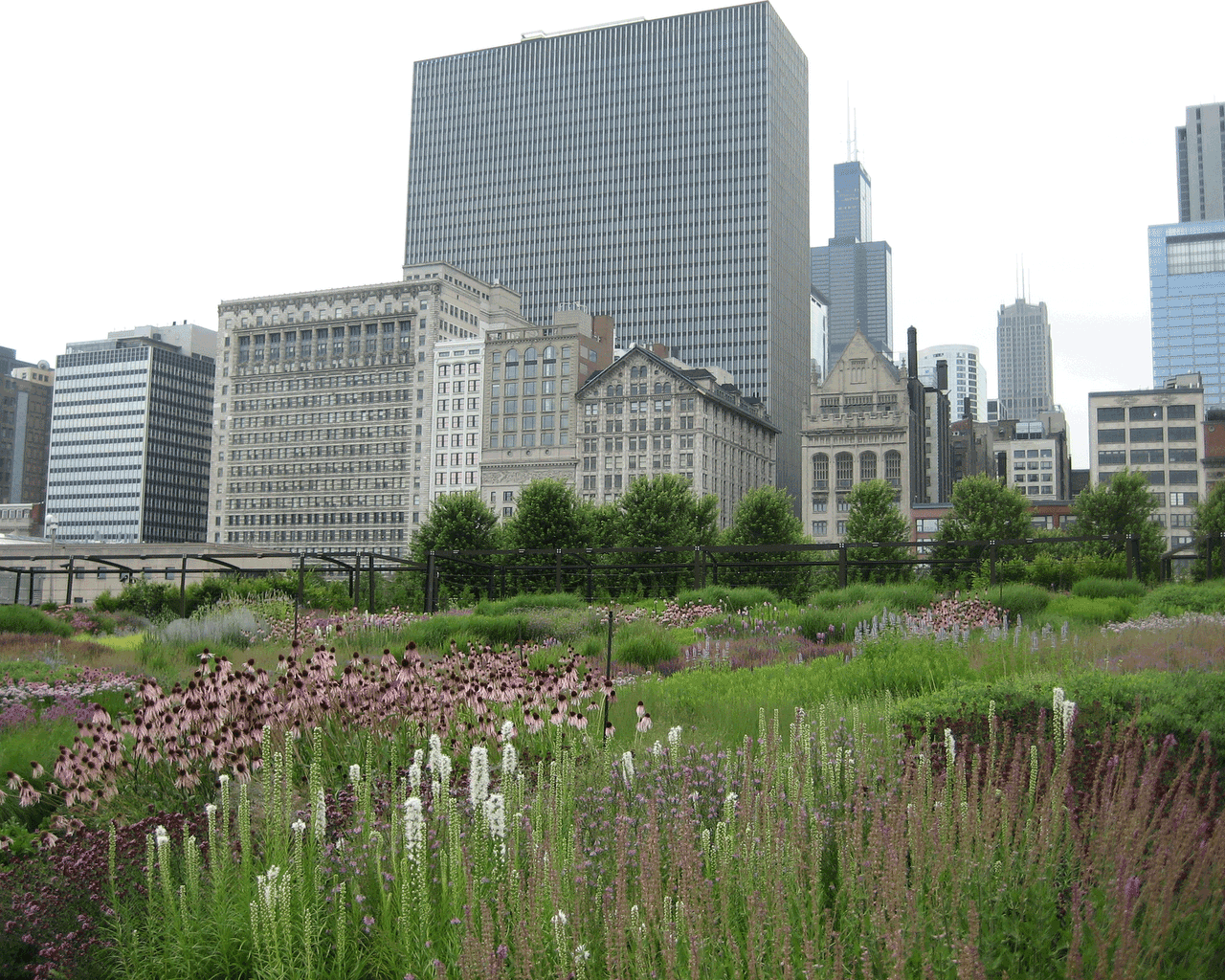
Oudolf et Gustafson dans le Lurie Garden du Chicago Millennium Park.

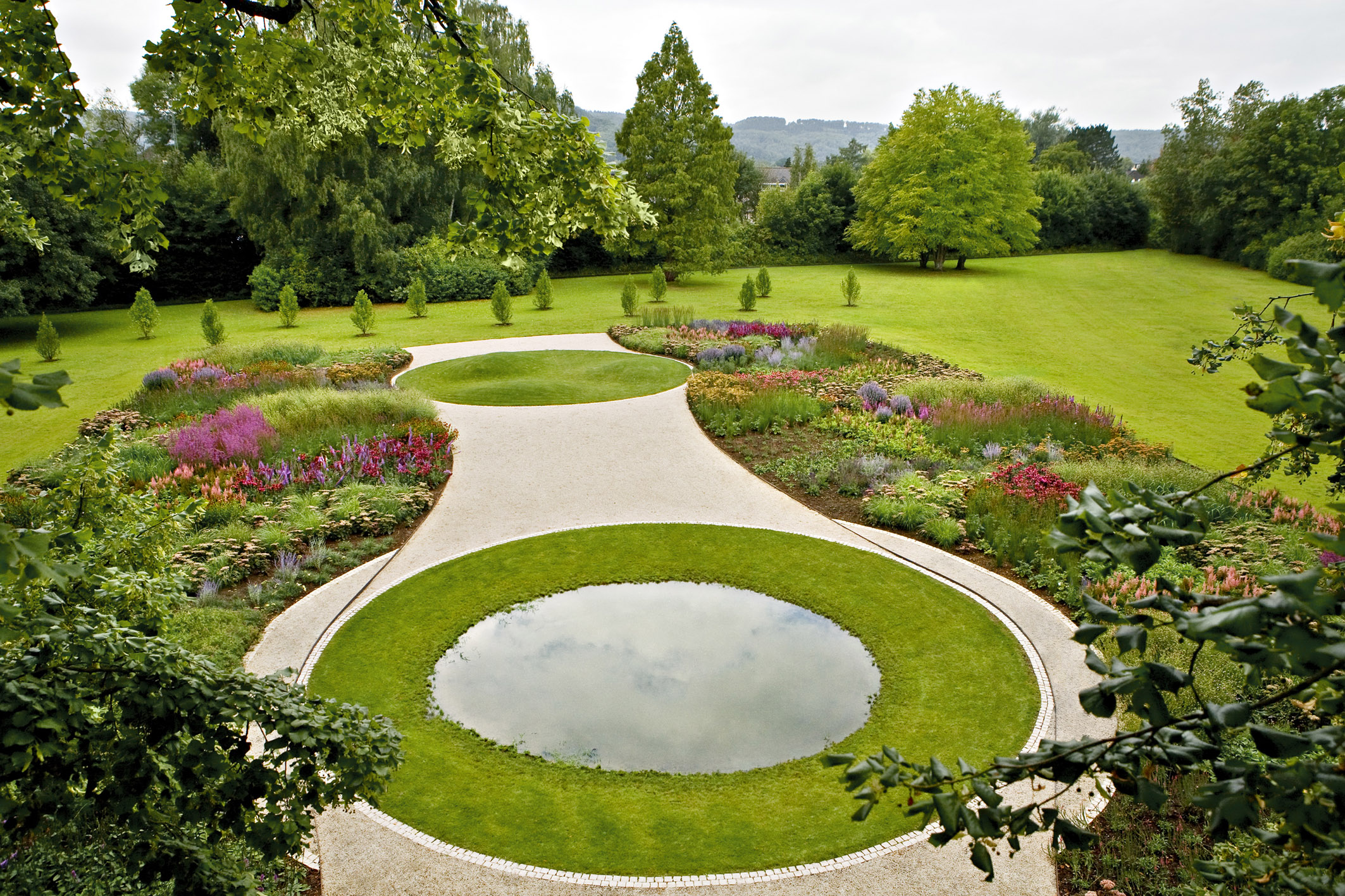
Partie du Kurparkà Bad Driburg, Allemagne.

- Jardin, près du Vitra Design Museum (2021)
- Oudolf Garden Detroit at Belle Isle Park (Michigan, États-Unis, 2020)
- Jardin de prairie, Delaware Botanic Gardens (Dagsboro, Delaware, États-Unis, 2019)
- Jardin de sculptures du Singer Laren (Laren, Pays-Bas, 2018)[1]
- Vlinderhof (Leidsche Rijn, Pays-Bas, 2014)[2]
- Hauser & Wirth (Bruton Somerset, Angleterre, 2013)[3]
- Serpentine Gallery, jardin intérieur (Londres, Angleterre, 2011 avec Peter Zumthor)[4]
- High Line (New York, 2006)
- Promenade du jardin d'entrée du jardin botanique de Toronto (Toronto, 2006)[5]
- Domaine de Trentham (Trentham, Stoke-On-Trent, 2004)[6]
- Battery Park (New York, 2003)
- Lurie Garden, Millennium Park (Chicago, 2003 avec Kathryn Gustafson et Shannon Nichol)
- Scampston Hall (Angleterre, 2002-2003)
- ABN Amro Bank (Pays-Bas, 2000)
- Hoogeland (Pays-Bas, 2001)
- Jardin du millénaire dans la réserve naturelle de Pensthorpe
- Country Cork Garden, République d'Irlande
- Parties de Kurpark Bad Driburg, Allemagne
- Parc municipal d'Enköping, Suède.

Son propre jardin, à Hummelo, près d'Arnhem aux Pays-Bas a été créé en 1982. Il a subi de nombreux changements qui reflètent la conception de plantation en constante évolution d'Oudolf. Initialement, il a été conçu avec une série de haies et de massifs d'if (Taxus baccata), reflétant le style architectural d'Oudolf qui devait beaucoup à Mien Ruys.

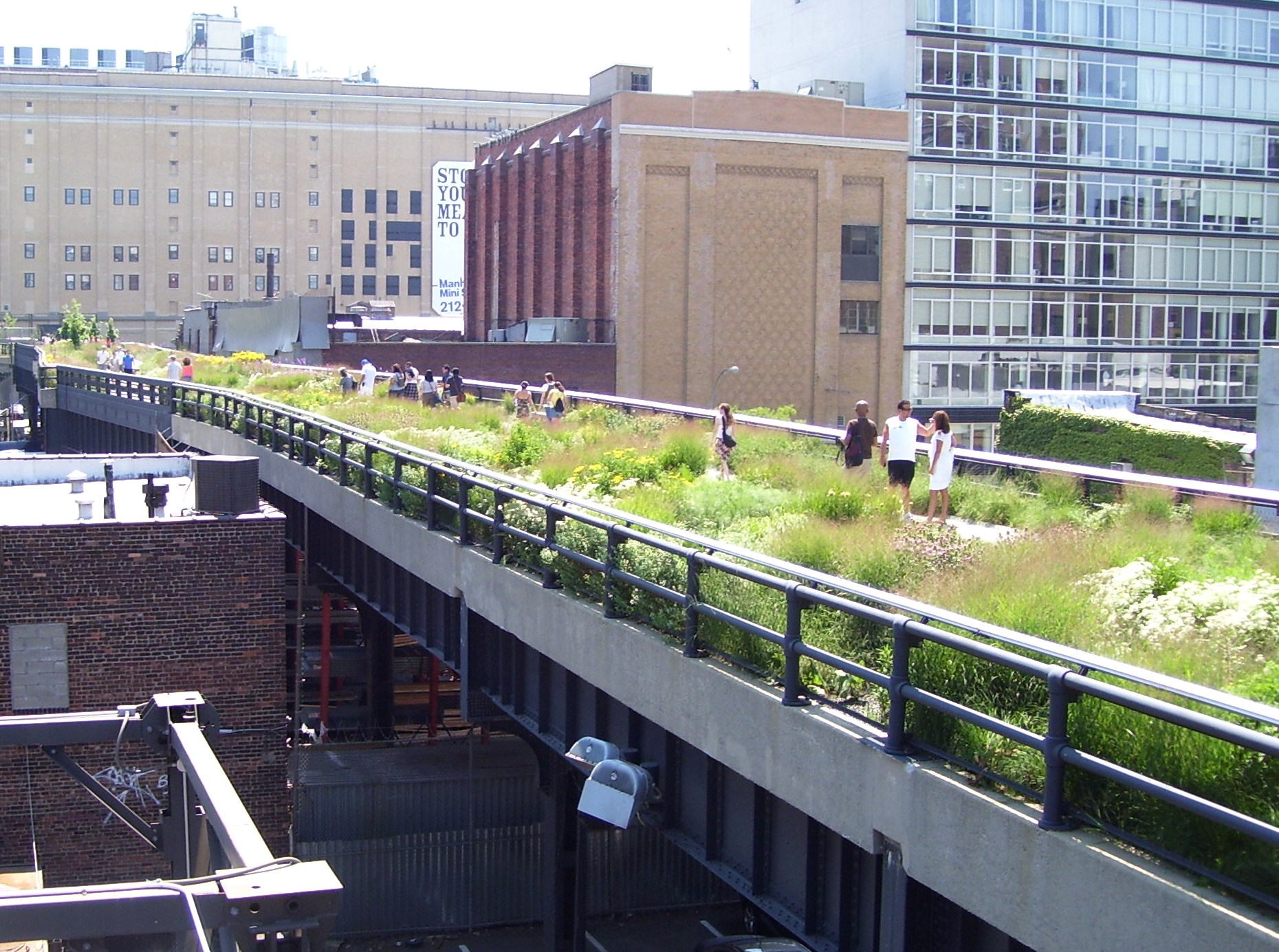
High Line 20th Street au centre-ville.

## Publications
- Gardening With Grasses (1998) avec Michael King et Beth Chatto
- Designing With Plants (1999) avec Noel Kingsbury
- Dream Plants for the Natural Garden (2000, More Dream Plants) avec Henk Gerritsen
- Planting the Natural Garden (2003) avec Henk Gerritsen
- Planting Design: Gardens in Time and Space (2005) avec Noel Kingsbury
- Landscapes in Landscapes (2011) avec Noel Kingsbury
- Planting: A New Perspective (2013) avec Noel Kingsbury
- Hummelo: A Journey Through a Plantsman's Life (2015) avec Noel Kingsbury

## Films
- Five Seasons: The Gardens of Piet Oudolf (2017), un documentaire réalisé par Thomas Piper présentant les jardins conçus par Piet Oudolf à travers cinq saisons[7],[8].

## Récompenses
- Médaille commémorative Veitch (2002)
- Prix d'excellence de la Commission du design public de la ville de New York (2004)[9]
- Prix Dalecarlica des commissaires suédois des parcs (2009)[10]
- Prix de distinction de l'Association des paysagistes professionnels (2010)